# Марк Пілігрим
Марк Пілігрим (англ. Mark Pilgrim) — розробник програмного забезпечення, письменник та поборник вільного програмного забезпечення.  Автор популярного блогу, та кількох книжок серії «Dive into», найвідомішою з яких є «Dive into Python», — посібник з мови програмування Python опублікований під ліцензією GNU Free Documentation License. Колишній архітектор з доступності в IBM Emerging Technologies Group, він почав працювати на Google в березні 2007.